# Mesosemia flavofasciata
Mesosemia flavofasciata är en fjärilsart som beskrevs av Talbot 1929. Mesosemia flavofasciata ingår i släktet Mesosemia och familjen Riodinidae. Inga underarter finns listade i Catalogue of Life.